# Julian Puterman-Sadłowski

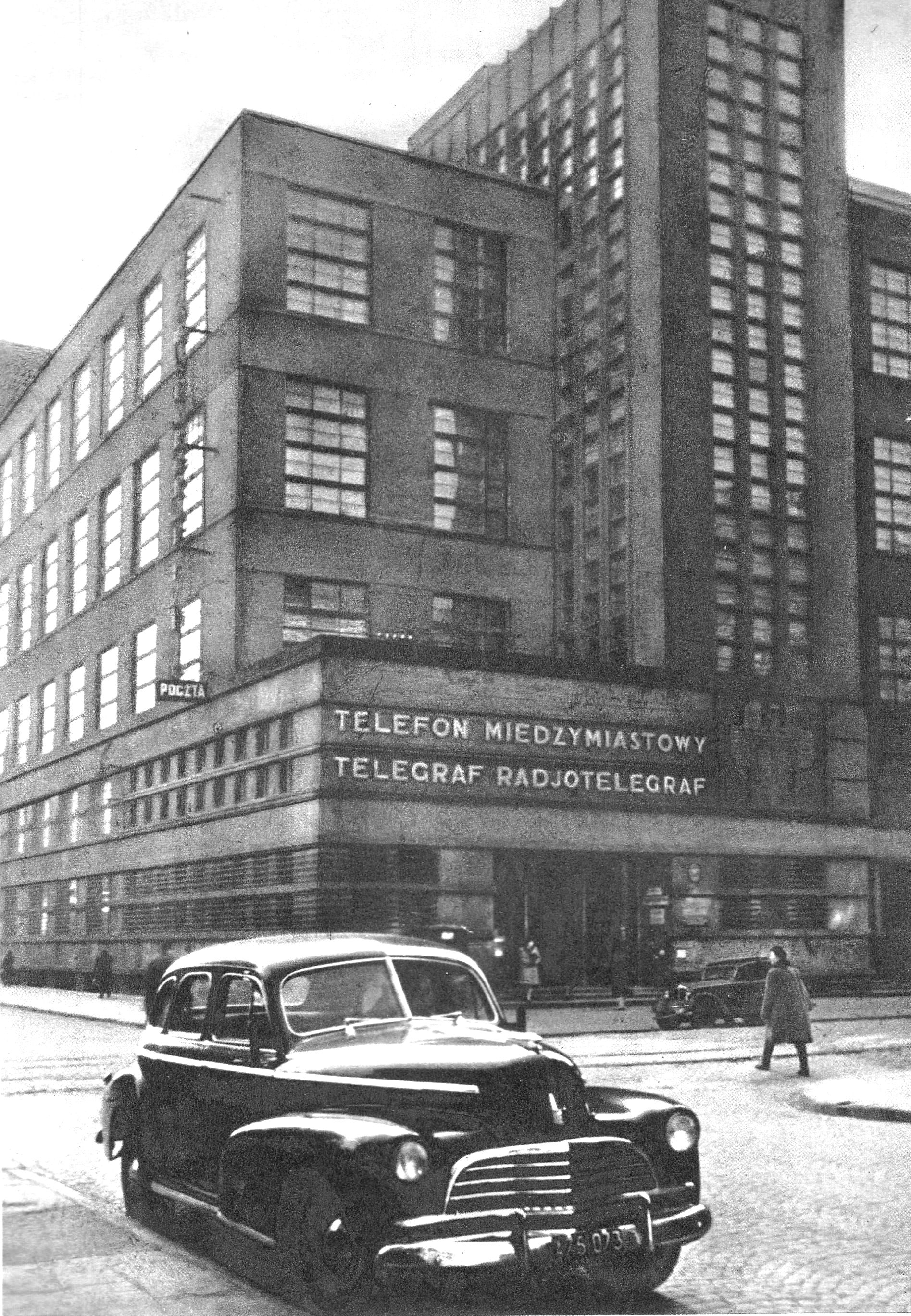
Gmach Urzędu Telekomunikacyjnego i Telegraficznego przy ul. Nowogrodzkiej 45 w Warszawie

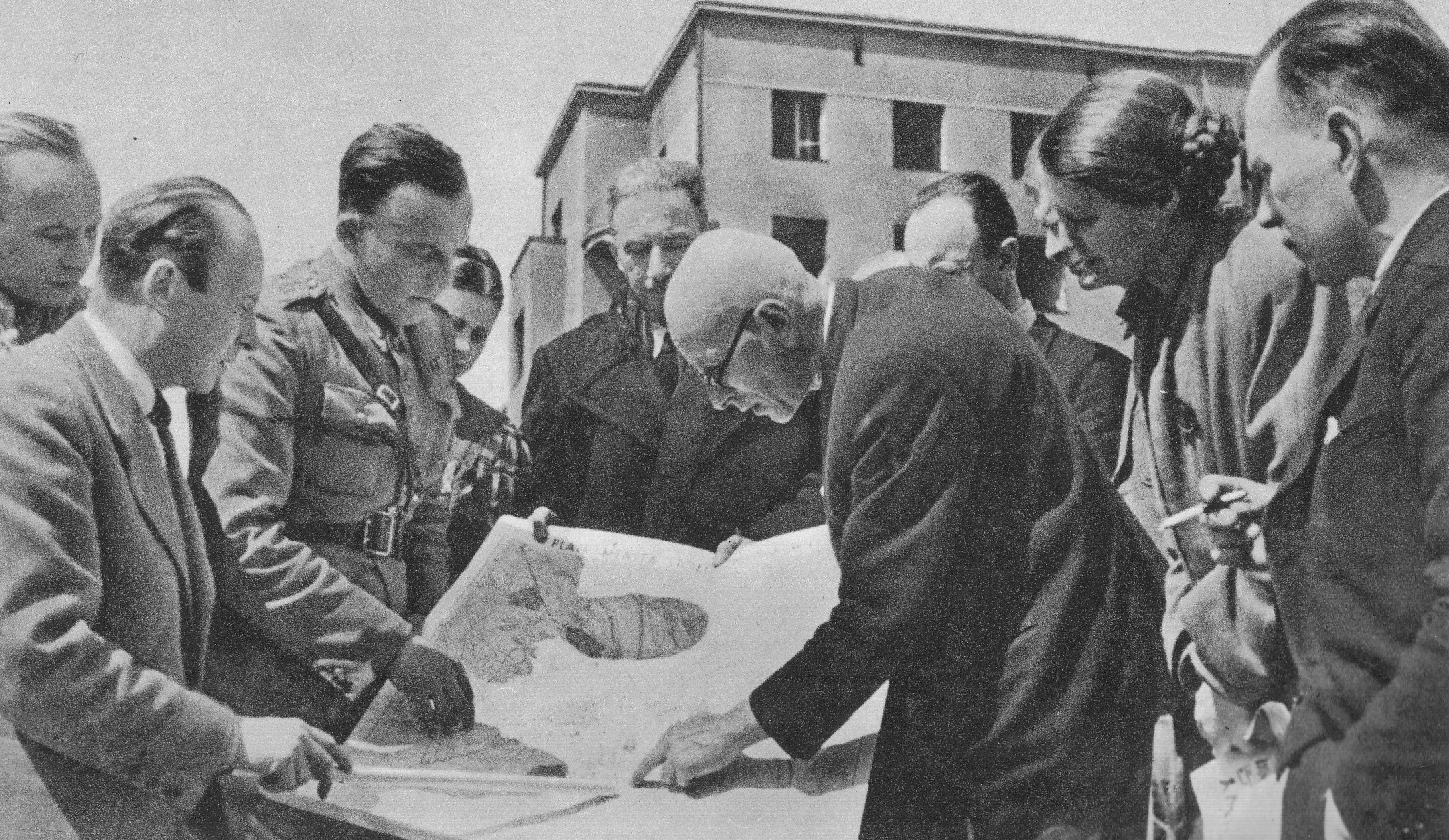
Julian Puterman-Sadłowski (trzeci z lewej) ze współpracownikami z Biura Odbudowy Stolicy (1945)

Julian Puterman-Sadłowski, do 1942 Julian Puterman (ur. 2 października 1892 w Sosnowcu, zm. 22 marca 1953) – polski architekt i wykładowca akademicki. 

## Życiorys
Jego rodzice związani byli z medycyną, ojciec Jakub Puterman był lekarzem, a matka, Anna z Marguliesów, pracowała jako bakteriolog, była także dziedziczką rodziny, do której należały sosnowieckie Zakłady Przemysłu Stalowego Meyerhold. 
Po ukończeniu Szkoły Handlowej w Będzinie przeniósł się do Krakowa, gdzie zdał w 1911 maturę w Wyższej Szkole Realnej. Następnie przeniósł się do Monachium, gdzie na tamtejszej politechnice rozpoczął studia inżynierskie. Wybuch wojny światowej zmusił go do przerwania studiów, jednak wznowił je w 1916 roku i w rok później uzyskał stopień inżyniera architekta. Do lutego 1918 zajmował pozycję asystenta na swojej macierzystej uczelni, następnie powrócił w rodzinne strony, gdzie został architektem zakładowym w Zakładach Azotowych w Chorzowie, równocześnie terminując u architekta Jana Rakowicza. 
W 1919 został profesorem poznańskiej Wyższej Szkoły Budownictwa. Pozycję tę piastował do końca roku akademickiego 1925/1926, z roczną przerwą na służbę wojskową podczas wojny polsko-bolszewickiej, w której walczył w stopniu szeregowego. W 1926 przeniósł się do Warszawy, gdzie otworzył prywatne biuro architektoniczne. 
Profesor Politechniki Warszawskiej w Katedrze Budownictwa Sanitarnego. Od 1928 r. pełnił funkcję kierownika biura projektowego Ministerstwa Poczt i Telegrafów. Od 1929 r. wspólnie z rzeźbiarzem Antonim Miszewskim prowadził spółkę architektoniczną. W latach 1939–1940 przebywał w Kownie. Przez lata 1940-41 pracował w Wilnie jako kierownik Biura Projektów Przemysłowych.
W 1944 w Lublinie uczestniczył w organizowaniu Ministerstwa Odbudowy. Od 1945 mieszkał w Warszawie, gdzie do 1947 pracował w Biurze Odbudowy Stolicy (BOS). Pracownia projektowa BOS-u znajdowała się w jego własnym domu, gdzie mieszkał wraz z innymi architektami (przy ulicy Racławickiej 29 na Mokotowie).

## Prace datowane
- 1922–1929 – szkoła klasztoru Sióstr Sacré Coeur w Polskiej Wsi k. Pobiedzisk[4]
- 1928–1929 – budynek Poczty Głównej w Gdyni (wspólnie z Antonim Miszewskim i Waldemarem Radlowem)
- 1929 – pawilon ekspozycyjny Ministerstwa Poczty i Telegrafu na Powszechnej Wystawie Krajowej w Poznaniu w 1929[5][6]
- 1930 – garaż dla samochodów pocztowych przy ul. Ratuszowej w Warszawie (zburzony w 1944)[7]
- ok. 1930 – dom własny architekta z mieszkaniami na wynajem przy ul. Racławickiej 29
- 1931 – budynek urzędu pocztowego w Sandomierzu (wspólnie z Janem Najmanem)[8]
- 1931–1933 – budynek Poczty Głównej w Kaliszu[9]
- 1929–1934 – gmach Urzędu Telekomunikacyjnego i Telegraficznego przy ul. Nowogrodzkiej 45 w Warszawie; pierwszy w Polsce budynek o stalowej konstrukcji szkieletowej (współpraca – Antoni Miszewski)[10][11]
- 1935–1937 – poczta przy dworcu kolejowym w Bydgoszczy
- 1936 – poczta w Łucku
- 1937 – poczta w Równem
- 1937 – blok mieszkalny dla pracowników Ministerstwa Poczty i Telegrafu w Warszawie (róg ulic Ratuszowej i Jagiellońskiej)[12][13]
- 1938 – radiostacja morska Gdynia-Witomino (ul. Kielecka 103)[14]
- 1937–1938 – kolonia mieszkaniowa pracowników pocztowych w Gdyni-Grabówku; trzy bloki mieszkalne z pawilonem przedszkola na jednym z dziedzińców (ul. Morska 106 i Stefana Okrzei 14, 16, 18)
- 1938–1942 – kolonia mieszkaniowa ZUS dla urzędników i rodzin urzędniczych w Starachowicach; cztery wolnostojące bloki mieszkalne z budynkiem garażowym, ukończone w czasie okupacji
- 1939 – projekt budynku pocztowego w Wilnie (budowa 1939–1940, ukończony w 1959 według innego projektu)
- 1948–1950 – osiedle mieszkaniowe pracowników Ministerstwa Bezpieczeństwa Publicznego w Warszawie; pięć bloków mieszkalnych przy al. Niepodległości 143–143B i ul. Madalińskiego 70/78C–D–E (wspólnie z Janem Klewinem)[2]
- 1947–1951 – Szpital Ministerstwa Bezpieczeństwa Publicznego przy ul. Wołoskiej 137 w Warszawie (wspólnie z Leopoldem Kohlerem)[15]
- 1951–1960 – Szpital Bielański w Warszawie  (wspólnie z Leopoldem Kohlerem oraz Stanisławem Roszczykiem)

## Prace niedatowane
- Hotel-sanatorium Excelsior w Iwoniczu (wspólnie z Edwardem Madurowiczem i Karolem Rauchem) (bud. 1927–1931)
- Dom przy ul. św. Barbary nr 2/4 w Warszawie (nr 2 biurowiec, nr 4 mieszkania dla pracowników)
- Willa Antoniego Miszewskiego przy ul. Racławickiej 31 w Warszawie
- Sanatorium Kasy Chorych we Lwowie (wspólnie z Madurowiczem) – projekt konkursowy